# Distrikt Chupamarca
Der Distrikt Chupamarca liegt in der Provinz Castrovirreyna in der Region Huancavelica im Südwesten von Zentral-Peru. Der Distrikt wurde am 2. Januar 1857 gegründet. Er besitzt eine Fläche von 366 km². Beim Zensus 2017 wurden 940 Einwohner gezählt. Im Jahr 1993 lag die Einwohnerzahl bei 950, im Jahr 2007 bei 1129. Sitz der Distriktverwaltung ist die 3325 m hoch gelegene Ortschaft Chupamarca mit 253 Einwohnern. Chupamarca liegt knapp 42 km nordwestlich der Provinzhauptstadt Castrovirreyna.

## Geographische Lage
Der Distrikt Chupamarca liegt in der peruanischen Westkordillere im Nordwesten der Provinz Castrovirreyna. Der Río San Juan (im Oberlauf auch Río Tantara) fließt entlang der südlichen Distriktgrenze nach Südwesten und entwässert einen Großteil des Areals.
Der Distrikt Chupamarca grenzt im äußersten Südwesten an die Distrikte Tantara und San Pedro de Huacarpana (letzterer in der Provinz Chincha), im Westen und im Nordwesten an die Distrikte Madean und Lincha (beide in der Provinz Yauyos), im Nordosten an die Distrikte Acobambilla und Ascensión (beide in der Provinz Huancavelica) sowie im Osten und im Südosten an den Distrikt Aurahuá.

## Ortschaften
Im Distrikt gibt es neben dem Hauptort folgende größere Ortschaften:
- Chancahuasi
- Colcabamba